# Wladimir Guedroitz
Le prince Wladimir Césarévitch Guedroitz (en russe : Владимир Цезаревич Гедройц) était un chambellan de la cour impériale de Russie, conseiller d'État actuel et président de la Chambre du Contrôle de l'Empire.

## Biographie
Le prince Wladimir Guedroitz est né à Tver en Russie le 15 septembre 1869 et décédé à Courbevoie le 14 janvier 1941.
Il se maria à Saint-Pétersbourg en 1895 avec Olga Nicolaievna Karmaline (Drivan en Lituanie, 1872 - Courbevoie, 1941) qui était la fille du général d'infanterie Nicolas Nicolaiévitch Karmaline et de son épouse née Lubov Ivanovna Belenitzine.
De cette union sont nés trois fils : le prince Nicolas Wladimirovitch Guedroitz (Saint-Pétersbourg, 1896 - Kórós, 1923), le prince Michel Wladimirovitch Guedroitz (Saint-Pétersbourg, 1899 - Biarritz, 1966) et le prince Alexis Wladimirovitch Guedroitz (Saint-Pétersbourg, 1904 - 1918).
Le prince Wladimir Guedroitz était le grand-père du professeur et interprète Alexis Guedroitz.